# Голованов, Алексей Иванович
Алексей Иванович Голованов (род. 1 октября 1940) — советский хоккеист, нападающий. Мастер спорта СССР.
Воспитанник ленинградского «Кировца». В чемпионате СССР играл за ленинградские команды «Кировец» (1959/60 — 1961/62), «Спартак» (1962/63), СКА (1963/64 — 1965/66). В низших лигах выступал за «Металлург» Череповец (1966/67 — 1968/69), «Динамо» Ленинград (1969/70 — 1970/71), «Нефтяник» Ухта (1971/72 — 1972/73).

## Достижения
- Чемпион РСФСР — 1970[3]
- Финалист Кубка РСФСР — 1970[4]